# Finnås kommun
Finnås kommun (norska: Finnås kommune) var en kommun i Hordaland fylke i västra Norge. Byn Finnås utgjorde kommunens centralort.

## Administrativ historik
Finnås kommun upprättades den 1 januari 1838 (som Findaas formannskapsdistrikt) när Formannskapslovene från 1837 trädde i kraft. Kommunen omfattade då i stort sett hela nuvarande Bømlo kommun, den västra delen av nuvarande Sveio kommun samt ett mindre område i den västra delen av nuvarande Fitjars kommun.
1865 bröts ett område med 2 227 invånare ut ur kommunen för att tillsammans med en del av Fjelbergs kommun (Vikebygds socken) bilda Sveio kommun (Sveens kommun).
Den 1 januari 1868 överfördes ett bebott område (med tio invånare) från Finnås kommun till Fitjars kommun.
Den 1 april 1870 överfördes ett annat bebott område (Øklandsgrend med 247 invånare) från Finnås kommun till Valestrands kommun.
Den 1 juli 1916 delades kommunen i tre och kommunerna Bremnes, Bømlo och Moster bildades. Den gamla kommunen hade vid delningen totalt 5 944 invånare.